# Ставковик звичайний
Ставковик звичайний або великий равлик (Lymnaea stagnalis) — прісноводний равлик, черевоногий молюск родини Ставковикові. Має черепашку розміром 45-60 мм завдовжки і 20-34 мм завширшки. Поширений голарктично. Черепашка ставковика суцільна, спіральне закручена, має 4-5 обертів. З одного боку вона закінчується гострою вершиною, а з другого має отвір, або устя, через яке назовні висовуються голова і нога молюска. На голові є двоє чутливих щупалець, два ока і рот. 
Ставковик — один з найненажерливіших мешканців прісних водойм. Він поїдає не лише рослини й дрібних тварин на них, а й трупи. У роті в нього є м'язовий язик, вкритий твердими зубчиками, їжа з ротового отвору надходить у глотку, стравохід, шлунок і кишку, яка випинається петлеподібно і закінчується анальним отвором біля краю мантії на правому боці тіла. 
У ставковика звичайного, на відміну від інших раніше розглянутих тварин, з'являється травна залоза, або печінка, розміщена поряд із шлунком. У ній виробляється травний сік 
Хоча ставковик живе у воді, дихає він атмосферним киснем. Тому він періодично (7-9 разів на годину) підіймається на поверхню води і відкриває дихальний отвір, що знаходиться з правого боку біля краю черепашки. Крізь отвір повітря надходить у легеню, яка утворена мантією. Стінки легені (кишеня мантії) густо обплетені кровоносними судинами, з допомогою яких і відбувається газообмін. 
Поряд з легенею є м'язове серце. Воно складається з передсердя і шлуночка, стінки яких скорочуються 20-30 разів за хвилину. Кровоносна система молюска незамкнена, кров безбарвна, тече не лише по судинах, а й у паренхімі між тканинами та органами. 
Видільна система представлена однією ниркою, що складається з видозмінених метанефридіїв. 
Ставковики — гермафродити. Яйця, вкриті слизом, прикріплюються до підводних рослин. Розвиток у ставковика великого прямий. З яйця виходить маленький молюск, схожий на дорослого.